# Grande mosquée de Porto-Novo
La mosquée de Porto-Novo est située dans la capitale du Bénin. 

## Histoire
Datée de 1935, elle est l'un des témoignages de l'élaboration du langage architectural original. D'un style afro-brésilien, elle est également le reflet de la transformation urbaine, économique et social de Porto-Novo après l'abolition de l'esclavage. La population, fondamentalement animiste à l'origine, entre en contact avec l'islam au XIXe siècle par le biais des marchands islamisés d'origine haoussa et yoruba venus du Nigeria. Soucieux du nombre très important de musulmans dans la ville, le roi Sodji nomme un chef spirituel pour la communauté et leur attribue un domaine non loin du palais royal. Une première mosquée est construite sur le domaine dans les années 1880, Elle sera reconstruite sur un autre site après des plaintes du voisinage au roi qui se plaignaient du muezzin pour l'appel à la prière. 

## Architecture
Au début du projet, une délégation fut envoyée au Nigeria (Lagos) pour visiter la principale mosquée de la ville dont le style architectural était celui des Brésiliens, surtout celui de l'église de San Salvador de Bahia,. La mosquée de Porto-Novo, s'étend sur deux étages avec un plancher de 3 700 m2 revêtu de carreaux. L'édifice présente une façade imposante et se distingue par un grand nombre d'ouvertures.

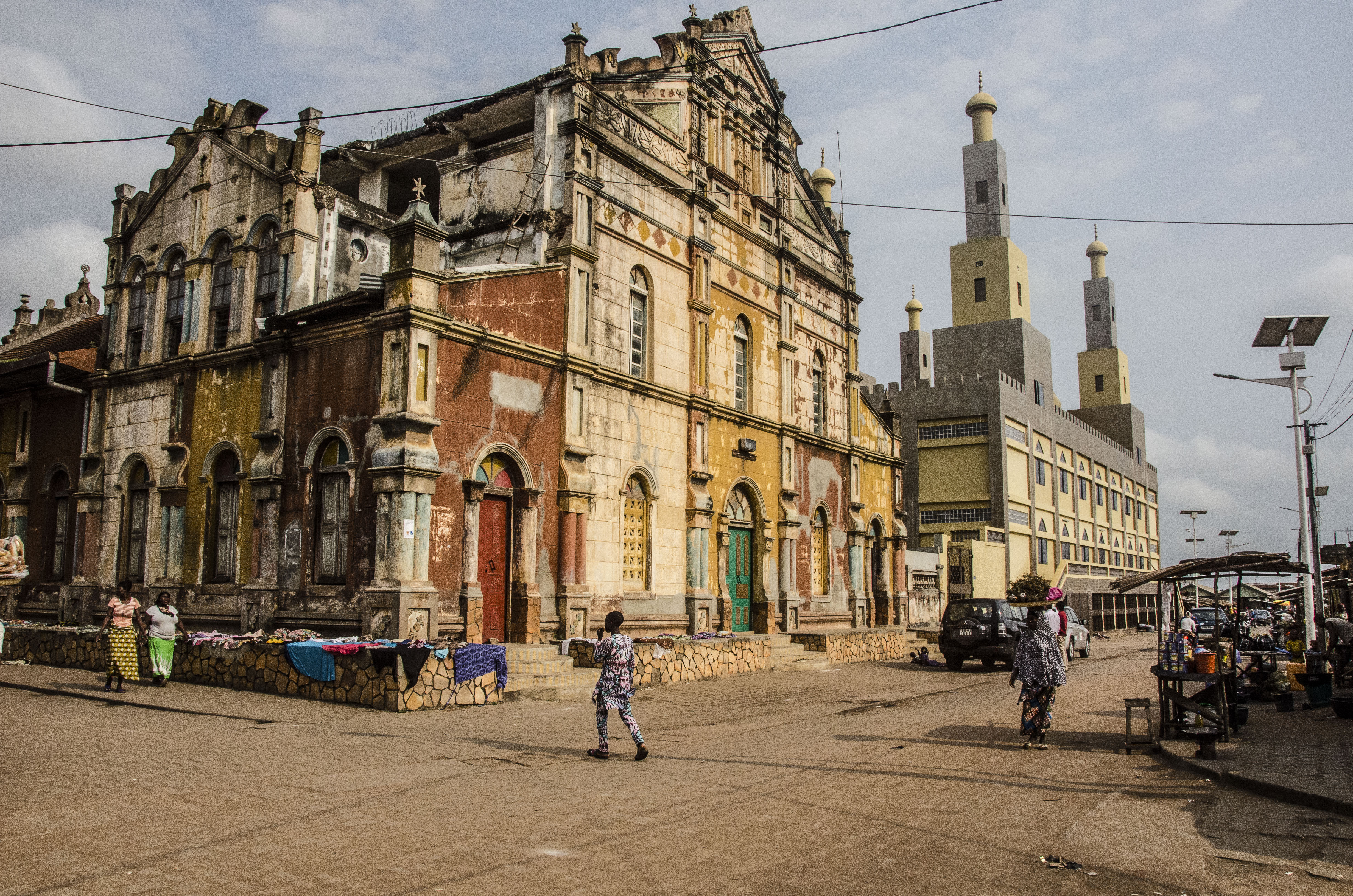
la rue de la mosquée
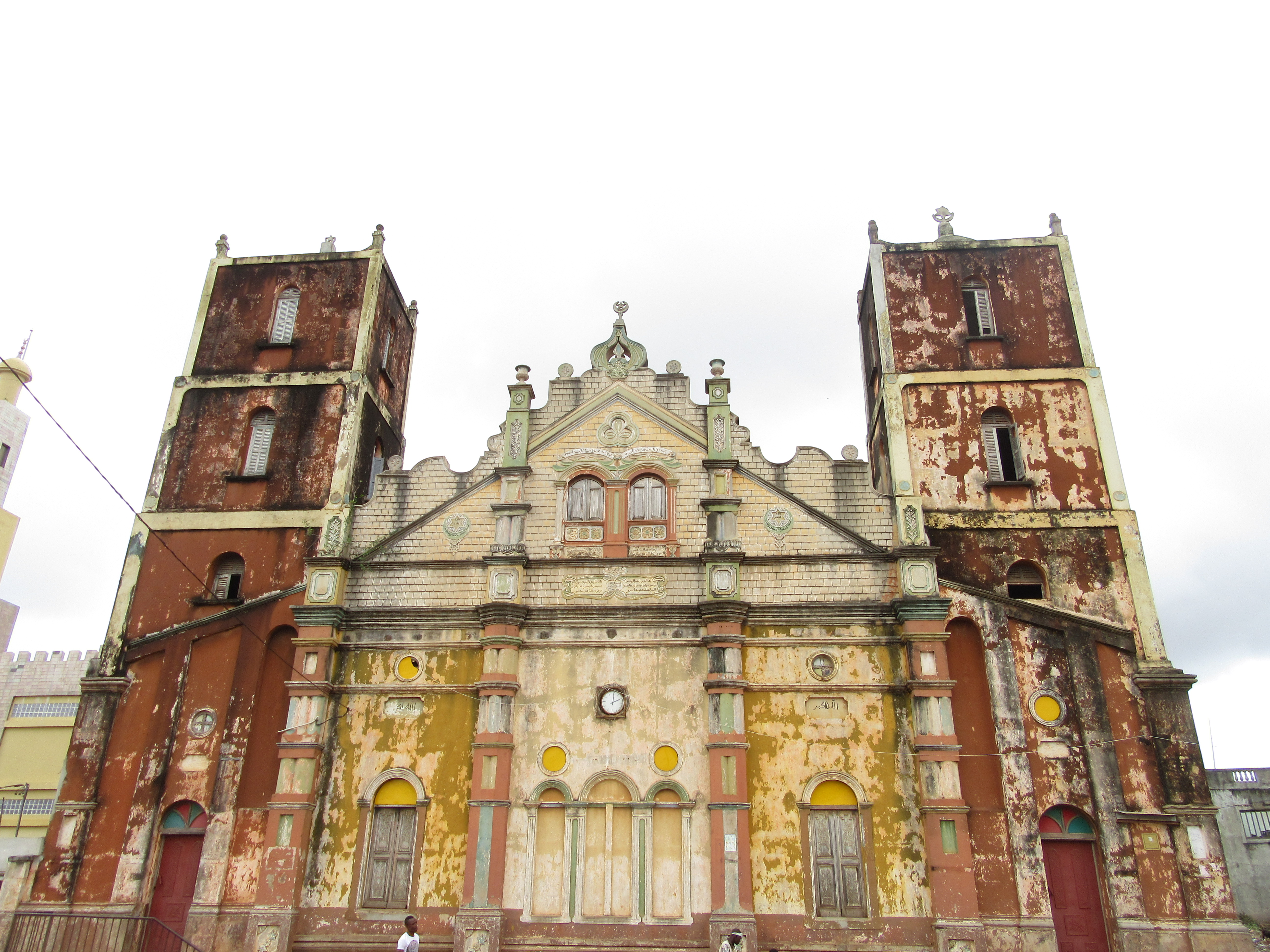
l'architecture
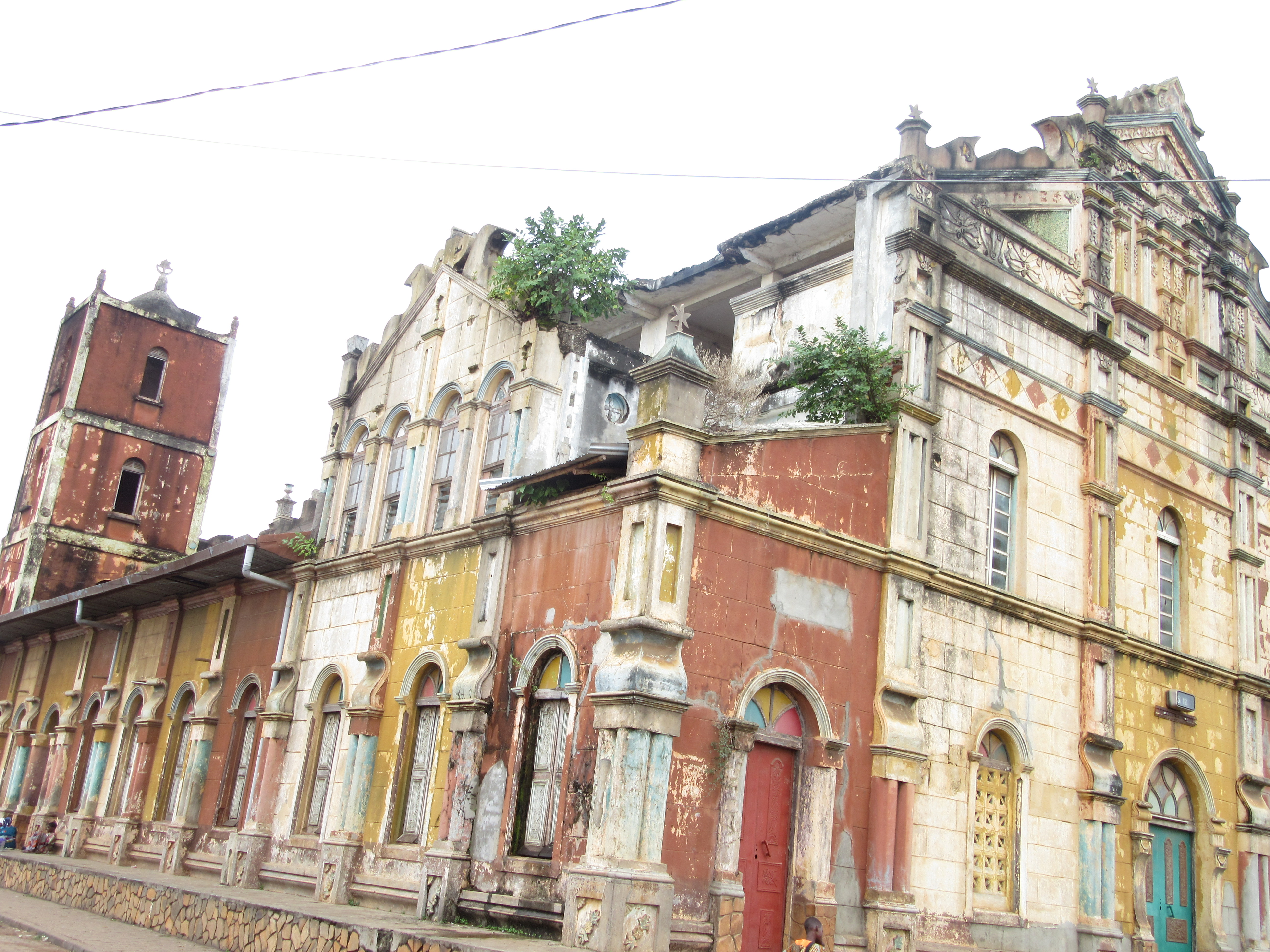
Vue de la grande mosquée de Porto-Novo.